# Arctocorisa carinata
Arctocorisa carinata är en insektsart som först beskrevs av Sahlberg 1819.  Arctocorisa carinata ingår i släktet Arctocorisa och familjen buksimmare. Arten är reproducerande i Sverige. Inga underarter finns listade i Catalogue of Life.